# Observatoire ornithologique

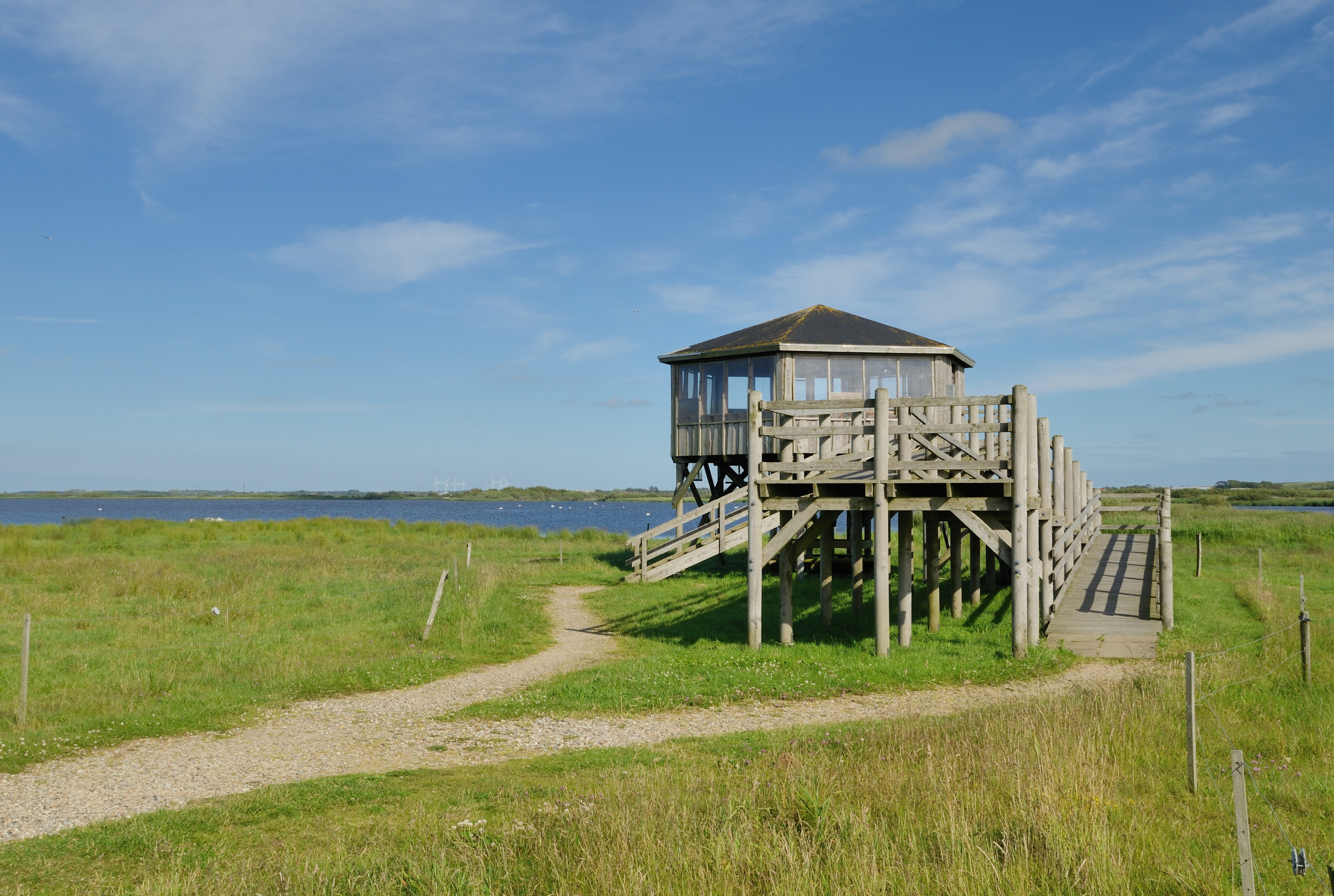
Un observatoire ornithologique au Danemark.

Un observatoire ornithologique est une structure construite à proximité d'une zone fréquentée par de nombreux oiseaux pour permettre aux amateurs de les observer sans les déranger. Il s'agit souvent d'une construction en bois dotées d'ouvertures donnant sur un plan d'eau voisin.